# 미사토정 (군마현)
미사토정(일본어: 箕郷町)은 일본 군마현 군마군에 존재했던 정이다.  다카사키시로의 통근율은 27.5%, 마에바시시로의 통근율은 12.8%(2005년 인구조사).2006년 1월 23일에 같은 군마군의 군마정·구라부치 촌, 다노군 신정과 함께 다카사키시에 편입되었다.

## 지리
그 모양은 토끼가 날고 있는 곳으로도 비유된다.

## 역사
- 1889년 4월 1일 - 정촌제 시행과 함께 니시군마군 미사토촌, 구루마사토촌, 소마촌, 가미사토촌이 탄생하였다.
- 1896년 4월 1일 - 니시군마군, 가타오카군이 합병해 군마군이 성립하였다.
- 1921년 4월 1일 - 정으로 승격해 미사토정이 되었다.
- 1955년 4월 1일- 미사토정, 구루마사토촌과 합병해 성립하였다.
- 2006년 1월 23일 - 다노군 신정, 군마군 군마정, 구라부치촌과 함께 다카사키시에 편입되어 소멸하였다.

## 교통

### 도로
- 군마현도 6호
- 군마현도 28호
- 군마현도 123호
- 군마현도 126호

## 참고 문헌
- 角川日本地名大辞典編纂委員会, 『角川日本地名大辞典 10 群馬県』1988, 角川書店